# Aeropuerto Internacional Coronel FAP Francisco Secada Vignetta
El Aeropuerto Internacional Coronel FAP Francisco Secada Vignetta (IATA: IQT, OACI:SPQT), conocido también como Aeropuerto Internacional de Iquitos, es el aeropuerto internacional que sirve a la Ciudad de Iquitos, capital de Loreto, Perú. Está considerado uno de los principales aeropuertos del Perú. Está ubicado a 7 km (4.5 millas) al suroeste del Centro de Iquitos. Tiene una pista única de 2,500 metros (8,202 pies) numerado en 06-24, que descansa en una planicie cercana al río Nanay. Está administrado por Aeropuertos del Perú, quien logró la concesión en el año 2006, y sirve a más de 1 millón de personas al año, siendo el cuarto aeropuerto con mayor tráfico aéreo del Péru tras los aeropuertos de Lima, Cusco y Arequipa. Es el único aeropuerto en la Amazonía que cuenta con el sello ISO9001.
Está servido por aerolíneas tales como LATAM Perú, Sky Airline, Star Perú y Viva Air Perú. Es el principal terminal aéreo de la Amazonia peruana, que recibe diariamente nueve vuelos comerciales directos a Lima y vuelos a Pucallpa y Tarapoto. Se le utiliza principalmente como punto conector para varias pequeñas ciudades, pueblos y otras localidades de la selva.
El aeropuerto tiene un valor importante debido a que la Ciudad de Iquitos es únicamente accesible por vía aérea y fluvial.

## Historia

### Creación
Durante la década de 1970, se construyó la infraestructura que aún sirve como base del aeropuerto. En 1973, fue renombrado en honor al coronel de la Fuerza Aérea del Perú, Francisco Secada Vignetta, un piloto nacido en Iquitos que destacó por su participación en la guerra colombo-peruana de 1932-1933.
Hasta 1979, las operaciones aéreas en Iquitos se realizaban en el antiguo Aeródromo Teniente Bergerie. Tras su cierre, el Aeropuerto Internacional Coronel FAP Francisco Secada Vignetta asumió plenamente las funciones aeroportuarias de la ciudad, consolidándose como el principal punto de acceso aéreo a la región.
En 2006, la administración del aeropuerto fue otorgada en concesión a Aeropuertos del Perú (AdP), una empresa encargada de operar y mantener varios aeropuertos en el país. Bajo esta gestión, se han implementado diversas mejoras en la infraestructura y los servicios del aeropuerto.
En 2014, se llevaron a cabo obras de modernización en el aeropuerto, incluyendo la rehabilitación de los pavimentos de la pista, la remodelación del terminal y el mejoramiento de las condiciones de seguridad. Estas mejoras permitieron recibir aviones de categoría C, como los Airbus A319 y A320.

### Ampliación
En febrero de 2019, Aeropuertos del Perú (AdP) anunció una inversión de 31 millones de dólares destinada a la rehabilitación de la infraestructura del aeropuerto. Las obras contemplaron mejoras en la pista de aterrizaje, calles de rodaje y plataforma de aeronaves, con el objetivo de garantizar la continuidad y seguridad de las operaciones aeroportuarias. El Plan Maestro de Desarrollo (PMD) del aeropuerto contempla la ampliación de la infraestructura, incluyendo la construcción de un nuevo terminal de pasajeros y de carga, la extensión de la pista de aterrizaje y la construcción de calles de rodaje paralelas, entre otras mejoras.
Para facilitar la ampliación del aeropuerto, el Ministerio de Transportes y Comunicaciones (MTC) logró, hasta 2021, la adquisición del 98% de los inmuebles requeridos, equivalentes a 400 predios.  Esta iniciativa forma parte de los esfuerzos por mejorar la conectividad y capacidad operativa del terminal aéreo.
En noviembre de 2022, el aeropuerto retomó las operaciones nocturnas tras implementar mejoras en su infraestructura y sistemas de iluminación. Esta reanudación permitió ampliar la disponibilidad de vuelos y mejorar la conectividad aérea de la región.
En enero de 2023, el MTC aprobó la expropiación de áreas de inmuebles afectados por la ejecución de nuevas obras en el aeropuerto.
Hoy en día, el Aeropuerto Internacional Coronel FAP Francisco Secada Vignetta es el principal terminal aéreo de la Amazonía peruana, atendiendo a más de un millón de pasajeros al año y siendo el cuarto aeropuerto con mayor tráfico aéreo del país, después de los aeropuertos de Lima, Cusco y Arequipa. Además, es el único aeropuerto en la Amazonía que cuenta con la certificación ISO 9001, reflejando su compromiso con estándares internacionales de calidad.

## Servicios al pasajero

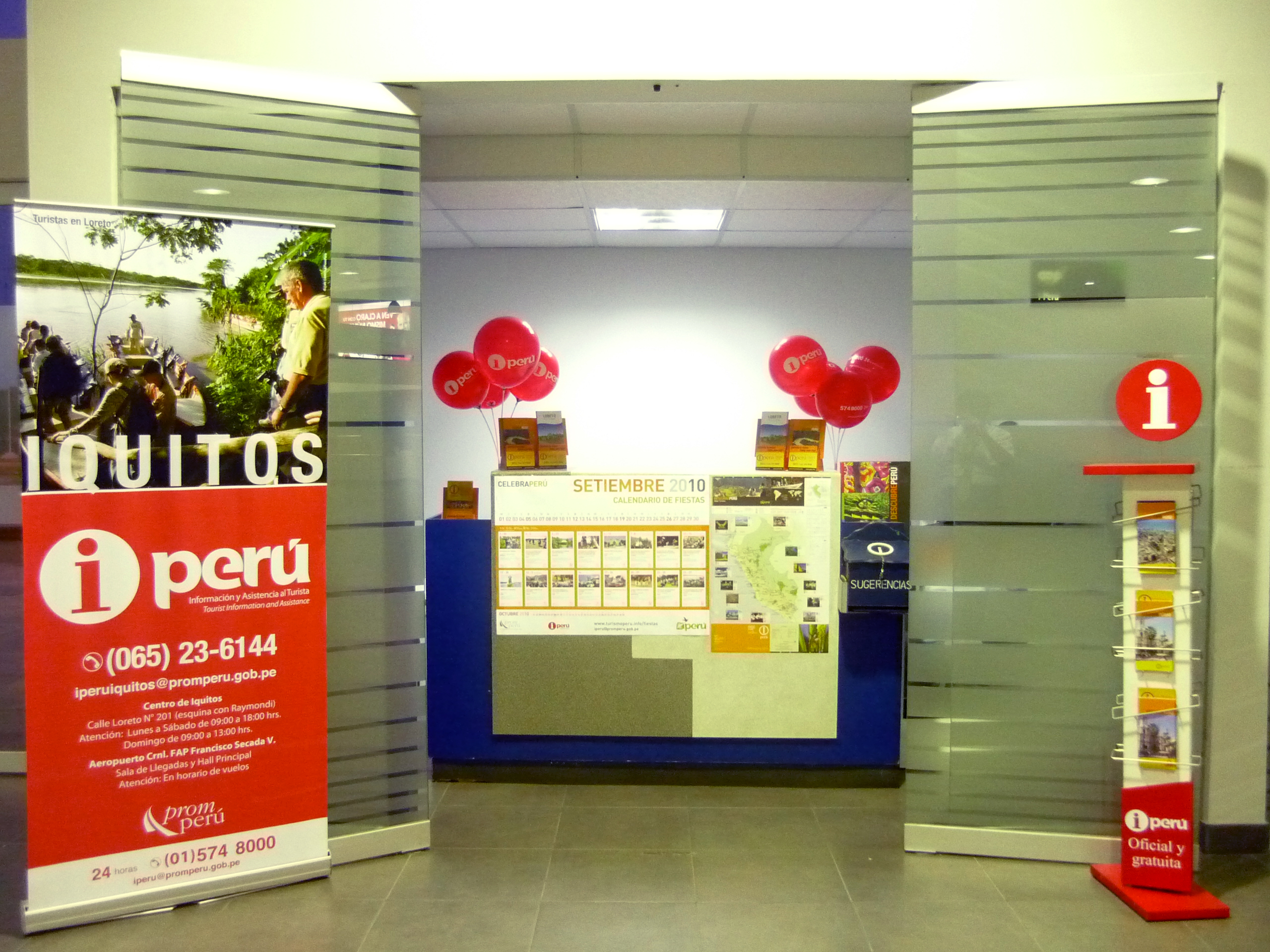
Oficina de iperú en el aeropuerto de Iquitos.

### Información turística
Para información turística se disponen de módulos de iperú, Información y Asistencia al Turista, ubicados en la Sala de Llegadas. Allí se reparte material informativo gratuito además de información sobre los principales destinos turísticos de Iquitos, la Amazonia Peruana y del Perú en general, así como las empresas recomendables, precios referenciales y consejos. Esta oficina también recibe reclamos y sugerencias contra destinos o empresas turísticas.
Según AdP, el aeropuerto cuenta servicios turísticos autorizados como Delfin Amazon Cruises, Aqua Expeditions y Jungle Experiences.

### Transporte
El transporte entre el aeropuerto y la ciudad se realiza por medio de taxis y mototaxis de estilo peruano. Por seguridad es recomendable tomar sólo taxis y mototaxis de las empresas o asociaciones registradas que están dispuestas a la salida de la sala de llegadas. Los conductores de estas empresas formales están uniformados y poseen un fotocheck identificatorio con su foto, nombres, placa y otros datos. Además existe la posibilidad de alquilar automóviles, contactando a la empresa ubicada en un módulo dentro de la sala de llegadas o en uno de los counters dentro del Hall principal.

### Infraestructura comercial
El aeropuerto tiene una línea comercial donde ofrece servicios al pasajero. Tiene una red de cajeros automáticos de bancos como BBVA, BCP, Global Net, Scotiabank, así como tiendas que incluye Papachay Market Hall, Papachay Market, Embarque y Secure Bag. También cuenta con restaurantes como Martina Café, RUTTA y el salón VIP.

### Salones VIP
El aeropuerto dispone de una sala VIP ubicada en la sala de embarque llamada Caral VIP Lounge, a la izquierda después de los controles de seguridad. Esta sala opera en un horario de 07:00 a 22:00 horas.

## Instalaciones
Está ubicado a 7 km (4.5 millas) al suroeste del Centro de Iquitos. Tiene una pista única de 2,500 metros (8,202 pies) numerado en 06-29, que descansa en una planicie cercana al río Nanay. Operado por Aeropuertos del Perú, tiene una pista única de 2,500 metros (8,202 pies) numerado en 06-29, con una calle de rodaje.

## Estadísticas
Ver fuente y consulta Wikidata.

## Aerolíneas y destinos
La información diaria de llegadas y salidas durante las 24 horas se puede obtener directamente y en tiempo real desde el sitio web del aeropuerto en CORPAC.

### Vuelos nacionales
| Destinos nacionales del Aeropuerto de Iquitos IQT LIM PCL TPP | Destinos nacionales del Aeropuerto de Iquitos IQT LIM PCL TPP | Destinos nacionales del Aeropuerto de Iquitos IQT LIM PCL TPP | Destinos nacionales del Aeropuerto de Iquitos IQT LIM PCL TPP | Destinos nacionales del Aeropuerto de Iquitos IQT LIM PCL TPP | Destinos nacionales del Aeropuerto de Iquitos IQT LIM PCL TPP | Destinos nacionales del Aeropuerto de Iquitos IQT LIM PCL TPP | Destinos nacionales del Aeropuerto de Iquitos IQT LIM PCL TPP |
| ------------------------------------------------------------- | ------------------------------------------------------------- | ------------------------------------------------------------- | ------------------------------------------------------------- | ------------------------------------------------------------- | ------------------------------------------------------------- | ------------------------------------------------------------- | ------------------------------------------------------------- |

### Aerolíneas
| Aerolíneas                 | Ciudades | Aeronave                                | Alianza |
| -------------------------- | --- | --------------------------------------- | ------- |
| JetSmart Perú 1 destino    | Nacionales: (1) Lima                                                                                          | Airbus A320Neo                          | N/A     |
| LATAM Perú 1 destino       | Nacionales: (1) Lima                                                                                          | Airbus A319, Airbus A320                | N/A     |
| Sky Airline Perú 1 destino | Nacionales: (1) Lima                                                                                          | Airbus A320Neo                          | N/A     |
| Star Perú 3 destinos       | Nacionales: (3) Lima / Pucallpa / Tarapoto                                                                    | Boeing 737                              | N/A     |
| SAETA 6 destinos           | Nacionales: (6) Yurimaguas / Caballococha / Colonia Angamos / San Lorenzo / Andoas / San Antonio del Estrecho | Cessna 208 Caravan, Beechcraft King Air | N/A     |

### Destinos nacionales
| Ciudades por regiones               | Nombre del aeropuerto                                           | Aerolíneas                            | Aeronaves                              |
| ----------------------------------- | --------------------------------------------------------------- | ------------------------------------- | -------------------------------------- |
| Lambayeque (1 destino, 1 aerolínea) |                                                                 |                                       |                                        |
| Chiclayo                            | Aeropuerto Internacional Capitán FAP José A. Quiñones (Vía TPP) | Star Perú                             | B737-300                               |
| Lima (1 destino, 4 aerolíneas)      |                                                                 |                                       |                                        |
| Lima                                | Aeropuerto Internacional Jorge Chávez                           | LATAM Perú Sky Airline Perú Star Perú | A320 A320-251N B737-300                |
| Loreto (6 destinos, 1 aerolínea)    |                                                                 |                                       |                                        |
| Yurimaguas                          | Aeropuerto Moisés Benzaquen Rengifo                             | SAETA                                 | Cessna 208 Caravan Beechcraft King Air |
| Andoas                              | Aeropuerto Alf. FAP Alfredo Vladimir Sara Bauer                 | SAETA                                 | Cessna 208 Caravan Beechcraft King Air |
| Caballococha                        | Aeropuerto de Caballococha                                      | SAETA                                 | Cessna 208 Caravan Beechcraft King Air |
| Colonia Angamos                     | Aeropuerto de Colonia Angamos                                   | SAETA                                 | Cessna 208 Caravan Beechcraft King Air |
| San Lorenzo (Datem del Marañón)     | Aeródromo Alfonso Varcárcel                                     | SAETA                                 | Cessna 208 Caravan Beechcraft King Air |
| San Antonio del Estrecho            | Aeropuerto de San Antonio del Estrecho                          | SAETA                                 | Cessna 208 Caravan Beechcraft King Air |
| San Martín (1 destino, 1 aerolínea) |                                                                 |                                       |                                        |
| Tarapoto                            | Aeropuerto Comandante FAP Guillermo del Castillo Paredes        | Star Perú                             | B737 / Airbus 320                      |
| Ucayali (1 destino, 1 aerolínea)    |                                                                 |                                       |                                        |
| Pucallpa                            | Aeropuerto Internacional Capitán FAP David Abensur Rengifo      | Star Perú                             | B737                                   |

### Destinos internacionales
| Ciudades por países                       | Nombre del aeropuerto              | Aerolíneas    | Aeronave      | Frecuencias semanales     |
| Centroamérica                             | Centroamérica                      | Centroamérica | Centroamérica | Centroamérica             |
| ----------------------------------------- | ---------------------------------- | ------------- | ------------- | ------------------------- |
| Panamá                                    |                                    |               |               |                           |
| Ciudad de Panamá                          | Aeropuerto Internacional Tocumen   | Copa Airlines | B737 / B738   | 2 (Reinicia el 2026) )    |
| Suramérica                                |                                    |               |               |                           |
| Colombia                                  |                                    |               |               |                           |
| Bogotá                                    | Aeropuerto Internacional El Dorado | Avianca       | A320          | 2 (Planes de inicio 2026) |
| Total: 2 destinos, 2 países, 2 aerolíneas |                                    |               |               |                           |

## Aerolínea de carga
| Aerolíneas                 | Destinos                                                                                  |
| -------------------------- | ----------------------------------------------------------------------------------------- |
| Centurion Air Cargo (MD11) | - Bogotá (Aeropuerto Internacional El Dorado) - Miami (Aeropuerto Internacional de Miami) |

## Aerolíneas anteriores
| Aerolíneas              | Ciudades                         |
| ----------------------- | -------------------------------- |
| Aero Continente †       | Lima Pucallpa Tarapoto Andoas    |
| AeroPerú †              | Lima Miami                       |
| Faucett †               | Lima Cuzco Chiclayo Miami        |
| TANS Perú †             | Lima Pucallpa Tarapoto           |
| Varig †                 | Cruzeiro do Sul Tabatinga Manaus |
| Americana de aviación † | Lima                             |
| Imperial Air †          | Lima                             |
| Expreso Aéreo †         | Lima                             |
| LC Perú †               | Leticia                          |
| Copa Airlines           | Ciudad de Panamá                 |
| Peruvian Airlines †     | Lima Pucallpa                    |

## Accidentes
- El 3 de abril de 1989, un Boeing 737-200 con registro OB-R-1314 de la aerolínea Faucett sufrió una excursión de pista después  de que en el aterrizaje fallara uno de los tres trenes de aterrizaje, no hubo víctimas fatales.[11]
- El 10 de agosto de 1989, un Douglas DC-8 de Export Air sufrió otra excursión de pista por las condiciones climáticas, no hubo víctimas fatales.[12]
- El 28 de marzo de 1992, un Douglas DC-8 de Export Air sufrió un colapso del tren frontal, no hubo víctimas fatales.[13]